# Mazzorbo
Mazzorbo est une île du nord de la lagune de Venise, en Italie, à proximité de Burano. Autrefois important centre commercial, elle est aujourd'hui connue pour ses vignobles et ses vergers.

## Géographie
Mazzorbo est une île de forme approximativement rectangulaire de 880 m de long. Elle est située au nord de la lagune de Venise immédiatement à l'ouest de l'île de Burano à laquelle elle est reliée par une passerelle en bois.
Le paysage est caractérisé par la présence de zones cultivées dont 0,8 hectare de vigne ainsi que des grenadiers.
En 2014, elle compte 298 habitants.
Un quartier moderne, conçu en 1979 par l'architecte Giancarlo De Carlo, se distingue par les teintes douces et élégantes appliquées aux maisons.

## Transports
Située à 7 km au nord de Venise, Mazzorbo est desservie par la ligne de vaporetto 12  de l'ACTV, qui la relie aux Fondamente Nuove à Venise en 40 minutes, en passant par Murano.

## Histoire
Comme les autres centres d'habitation du nord de la lagune de Venise, le développement de Mazzorbo (appelée alors Maiurbium, de Magna Urbs : « grande ville ») débute dans le cadre de l'Italie byzantine, particulièrement aux VIe et VIIe siècles à la suite de la destruction de la ville voisine d'Altinum par les Lombards.
Initialement, l'île bénéficie de sa proximité avec Torcello, centre économique et île la plus peuplée de la lagune avant que Venise ne les supplante. Elle possède de nombreux palais et peut-être jusqu'à quinze églises, regroupées en cinq paroisses.
Comme pour Torcello, l'envasement de cette partie de la lagune après le Xe siècle pousse les habitants à se replier sur Murano et Venise : Mazzorbo se vide et devient un vaste potager et verger, divertissement des nobles vénitiens, et centre religieux avec cinq monastères : Sant'Eufemia, San Maffia, Santa Maria Valverde, Santa Maria delle Grazie et Santa Caterina Vergine Martire, seul édifice datant de cette période. Les pierres de Mazzorbo ont pour la plupart été réutilisées pour la construction de Venise, ainsi que pour cinq autres églises plus récentes : San Michele Arcangelo ou Sant'Angelo, San Pietro, San Bartolomeo, Santo Stefano et Santi Cosma e Damiano.

## Église Sainte-Catherine

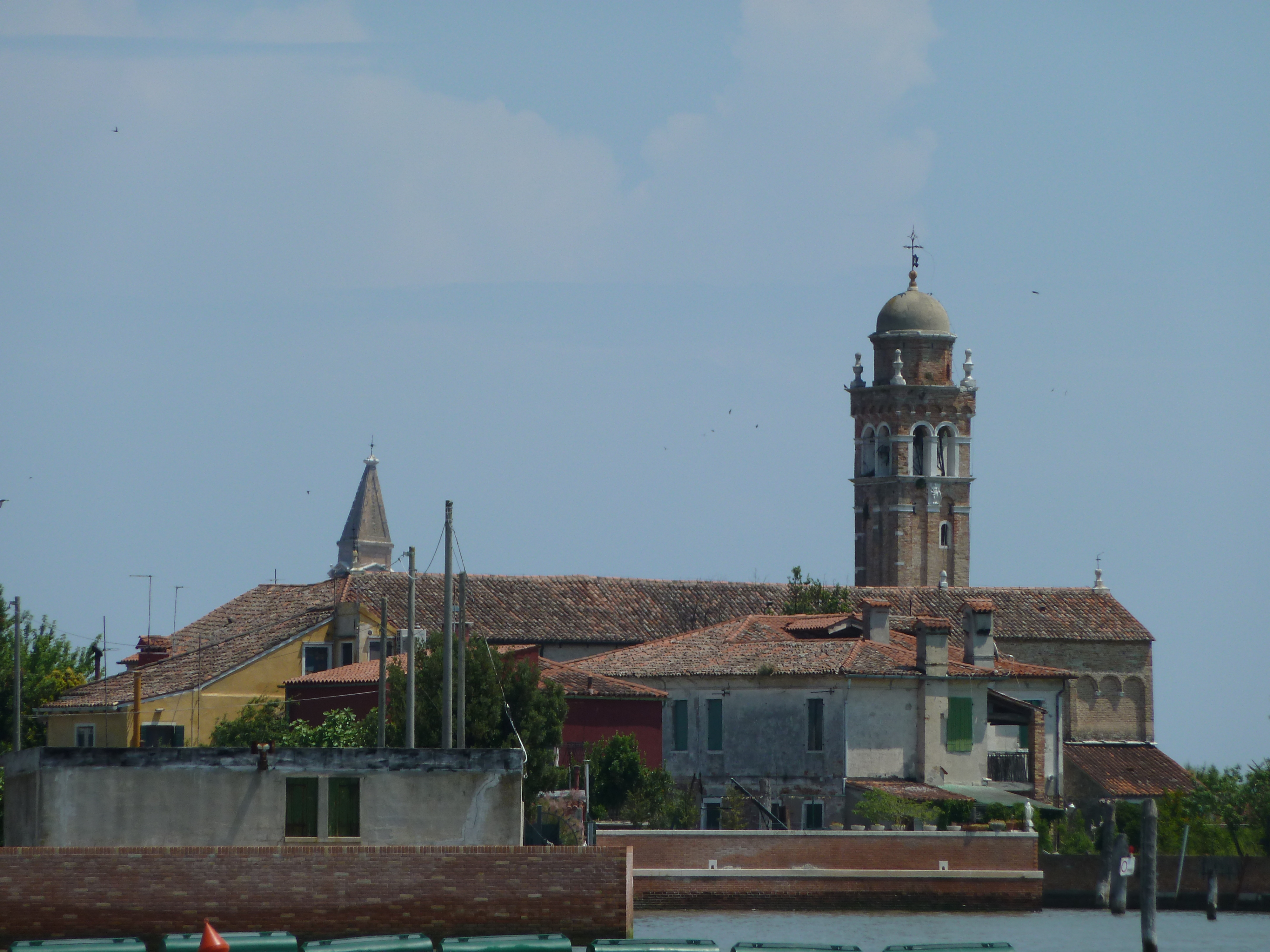
Église Santa Caterina

Le principal monument de Mazzorbo est l'église Santa Caterina qui aurait été fondée en 783 sous le règne de l'empereur romain d'Orient Constantin VI.
Ce monastère bénédictin a été fondé en 1291 dans les locaux de l'hôpital éponyme de Bortoletta Giustiniani, fille de ce Nicolò qui eut la dispense du pape Adrien IV pour quitter le couvent de San Nicolò del Lido afin de perpétuer la famille, qui s'est néanmoins éteinte. Dans cette même année fut terminée la reconstruction de l'église.
En 1432, la communauté reçoit de l'évêque Filippo Parata de Torcello les biens des couvents de San Nicolo de Cavana à Santa Maria della Grazia et de Sainte-Marie-Madeleine de Gaiada situés dans deux petites îles voisines de Torcello, l'un habité par des Bénédictins depuis 1303, l'autre appartenant aux chanoines réguliers.
Par décret du royaume napoléonien d'Italie, la communauté est expropriée le 27 juin et concentrée le 28 juillet 1806 à Saint-Jean l'Évangéliste à Torcello. Le couvent est démoli et l'église devient paroissiale.

## Galerie

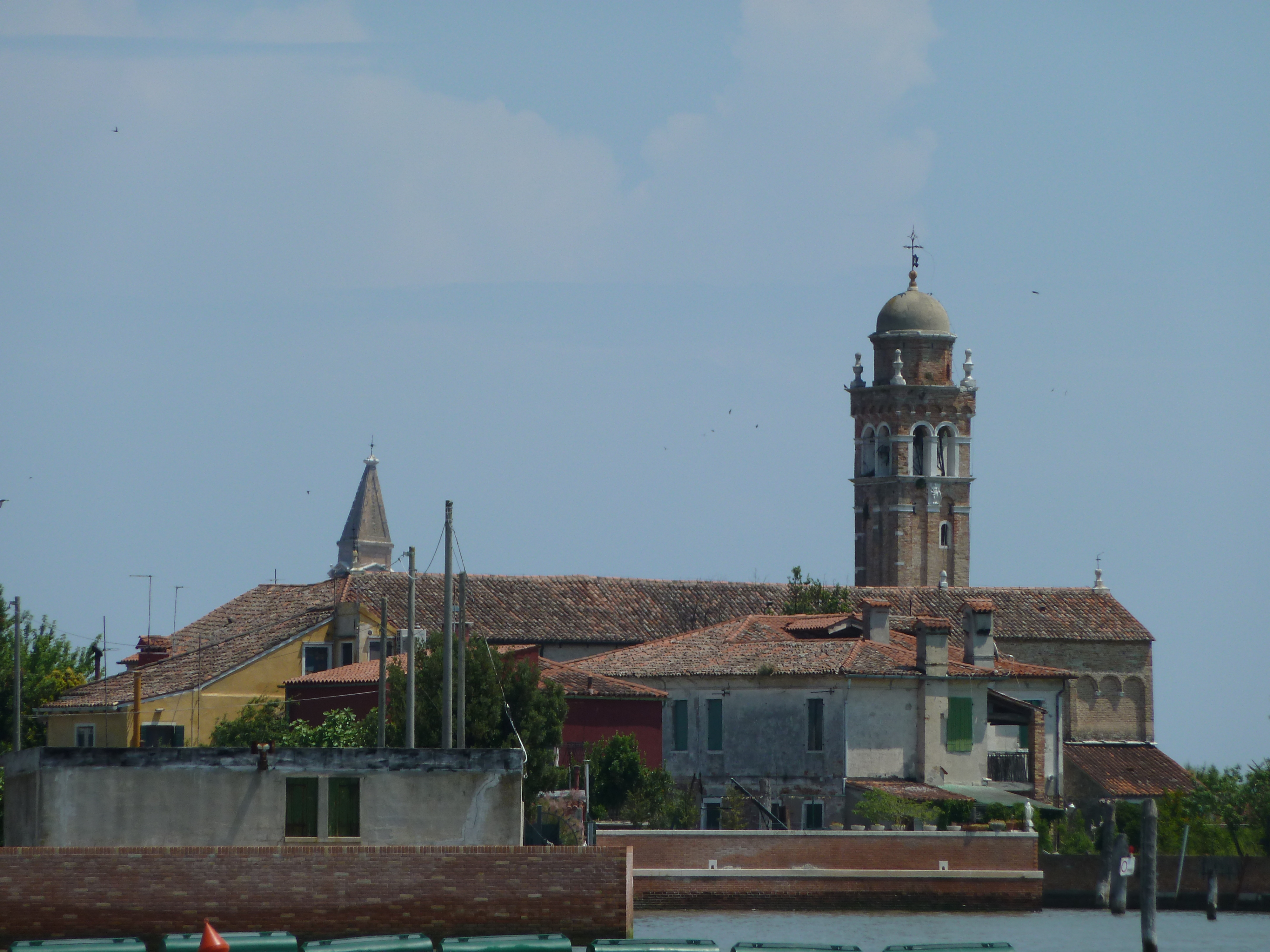
Ste Catherine.
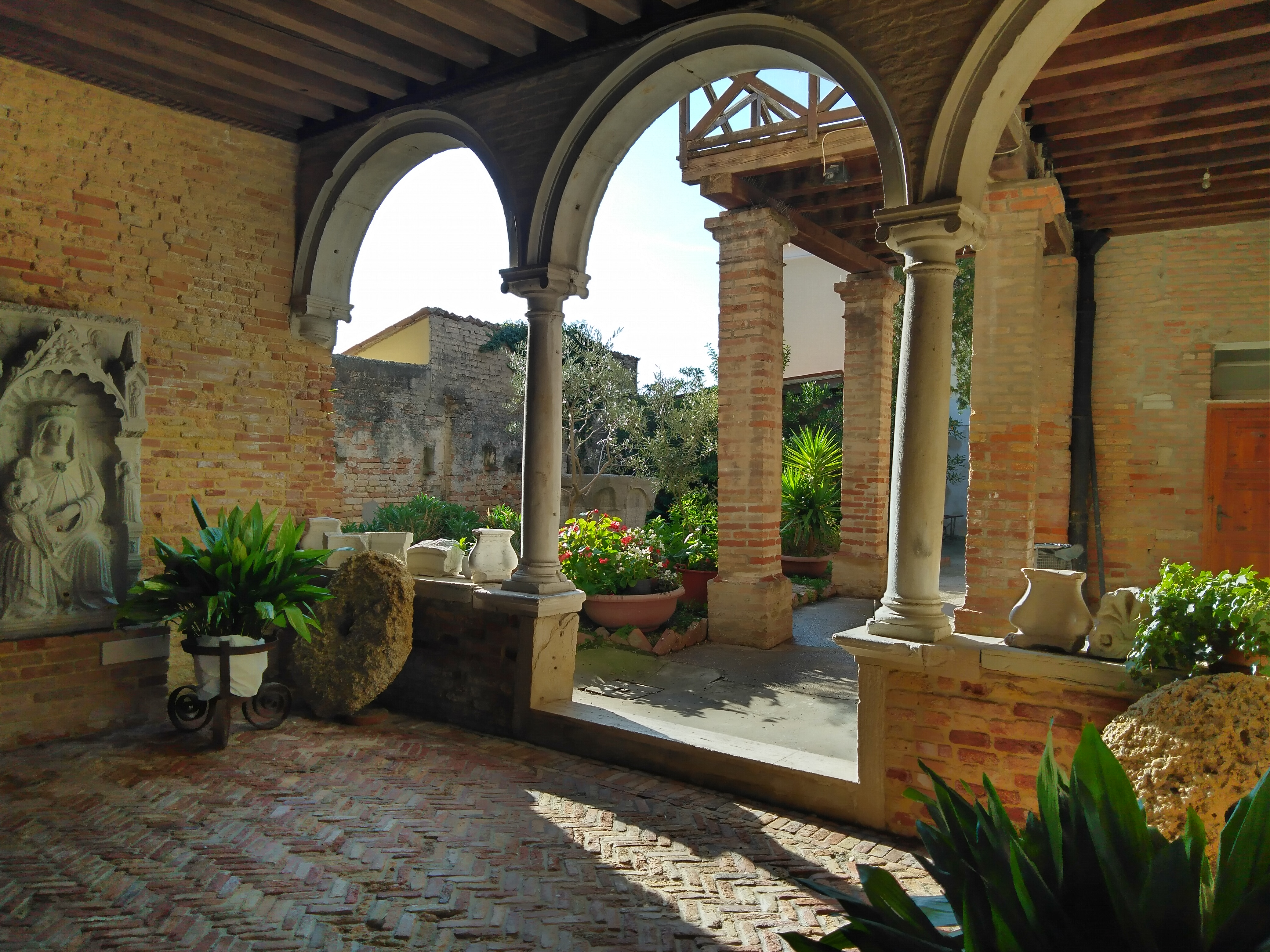
La cour.
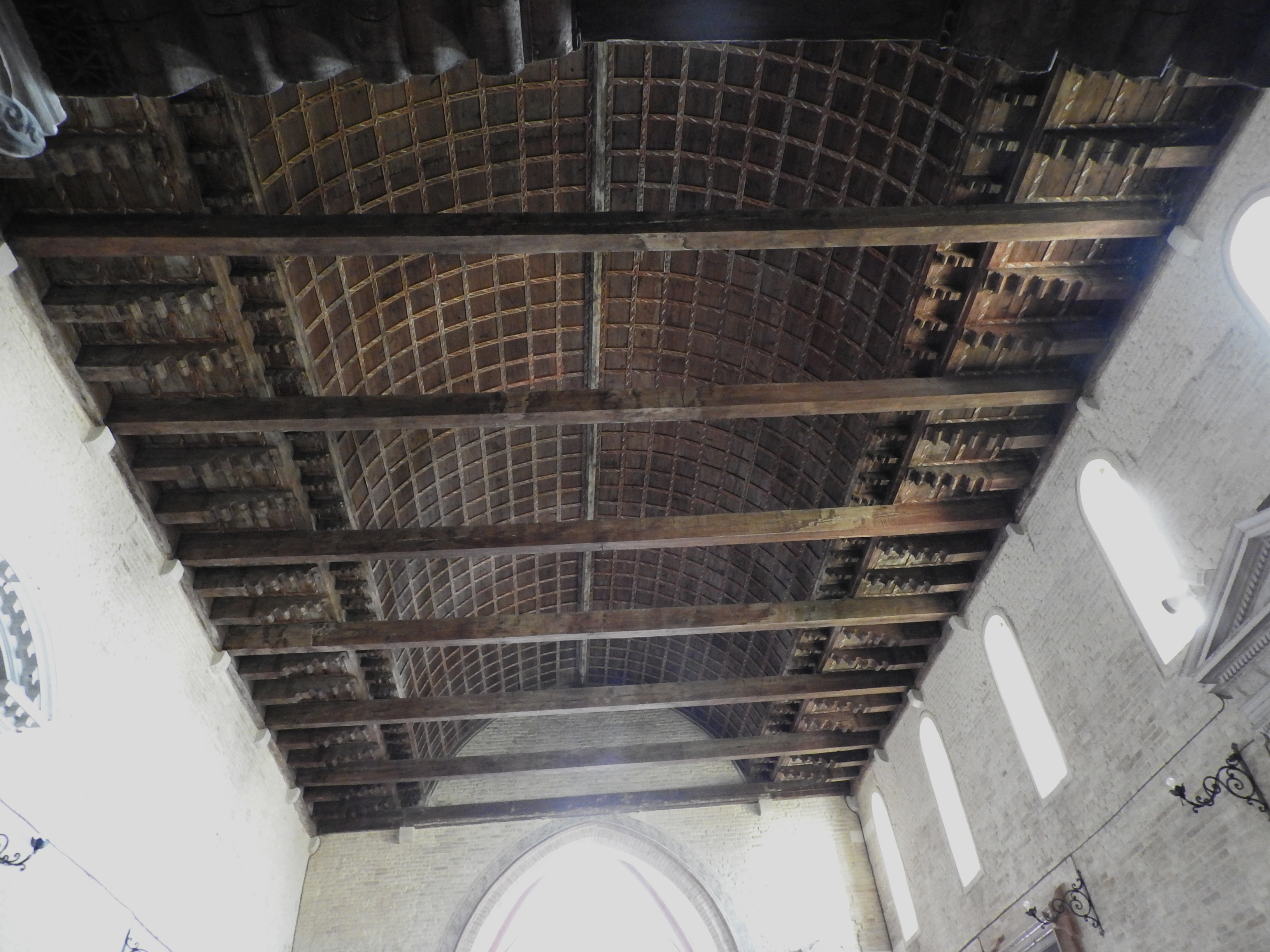
La nef en bois.
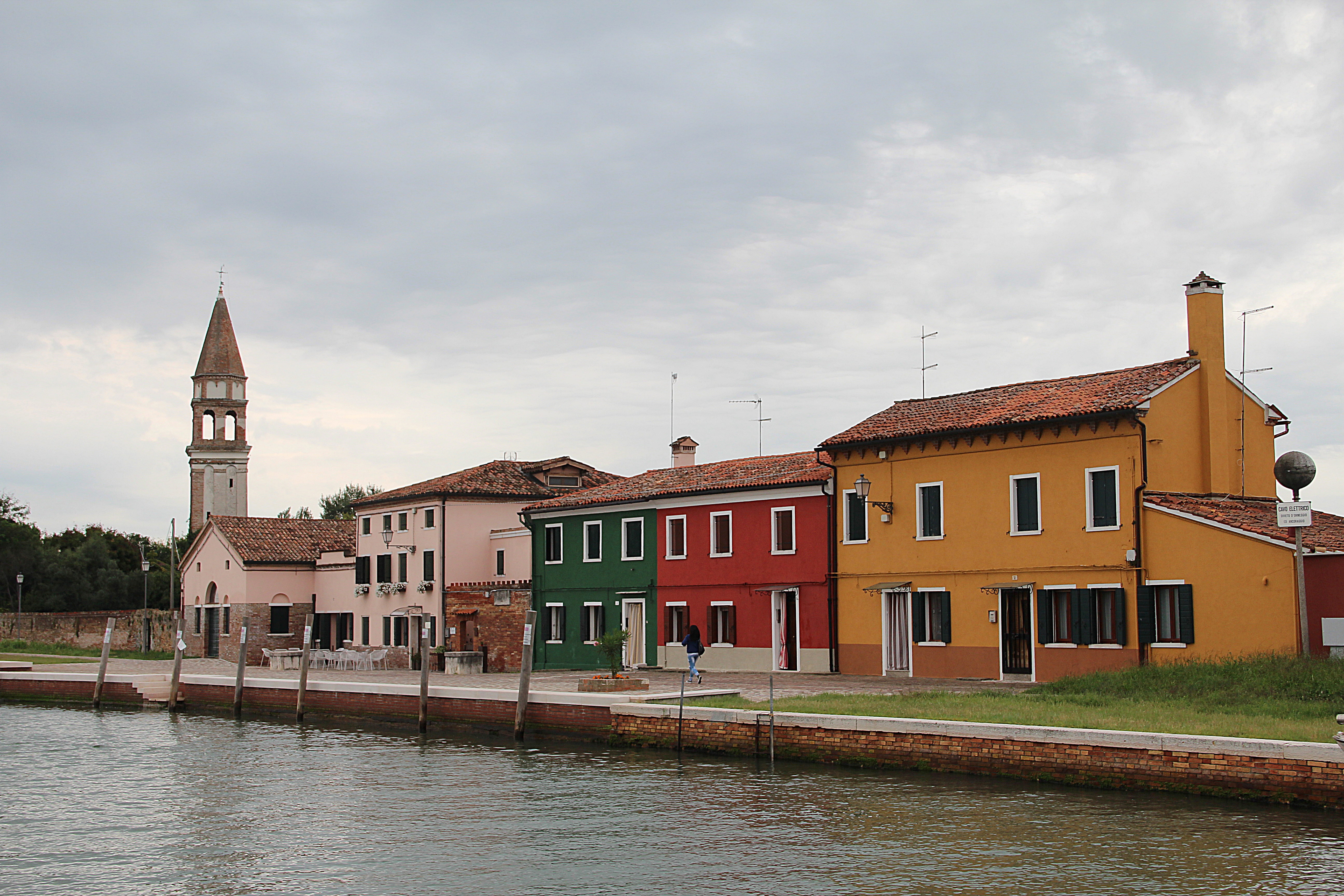
Le campanile de L'Archange St-Michel et les maisons le long du canal de Mazzorbo.
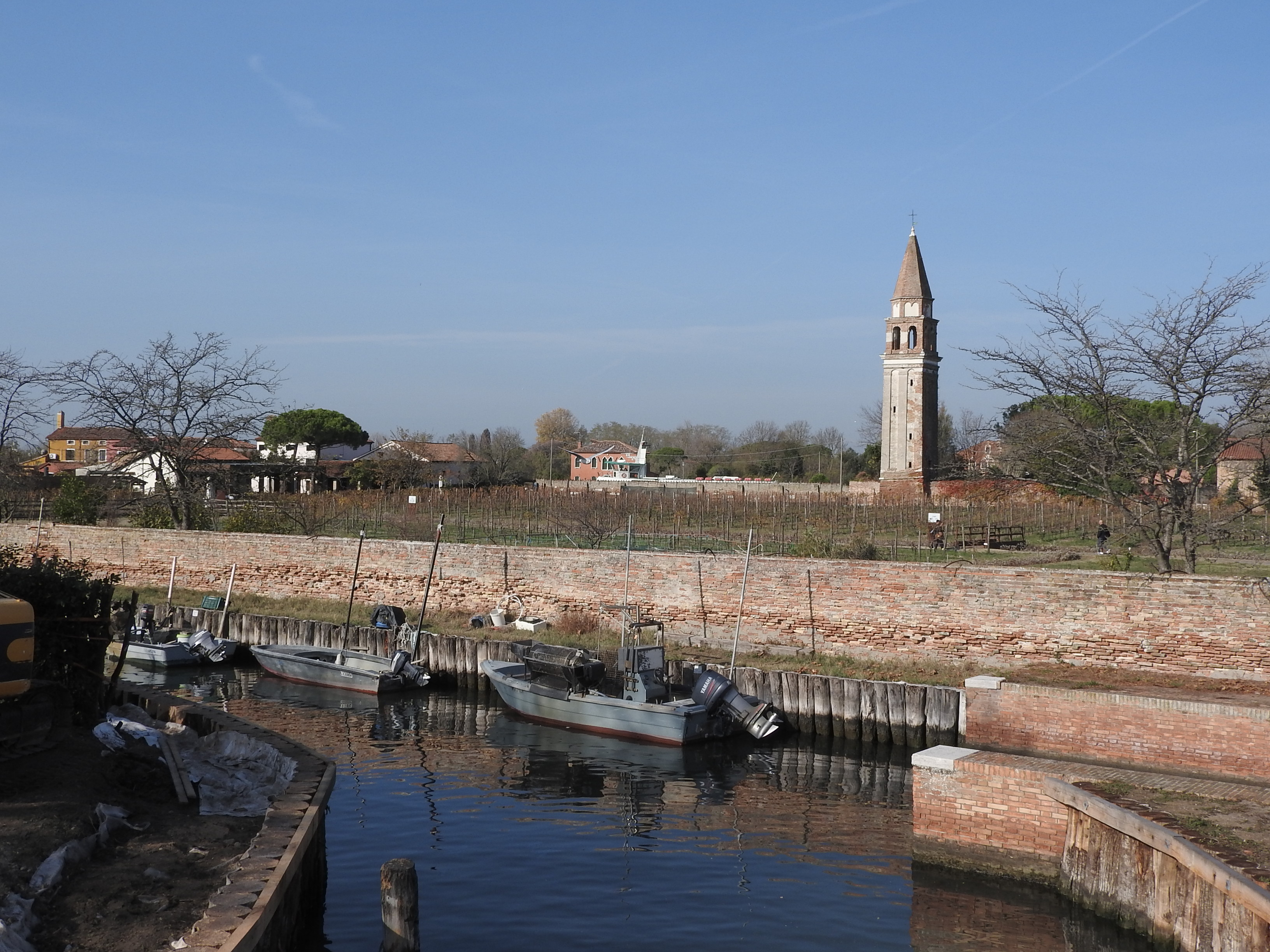
Le campanile de L'Archange St-Michel et les vignes.
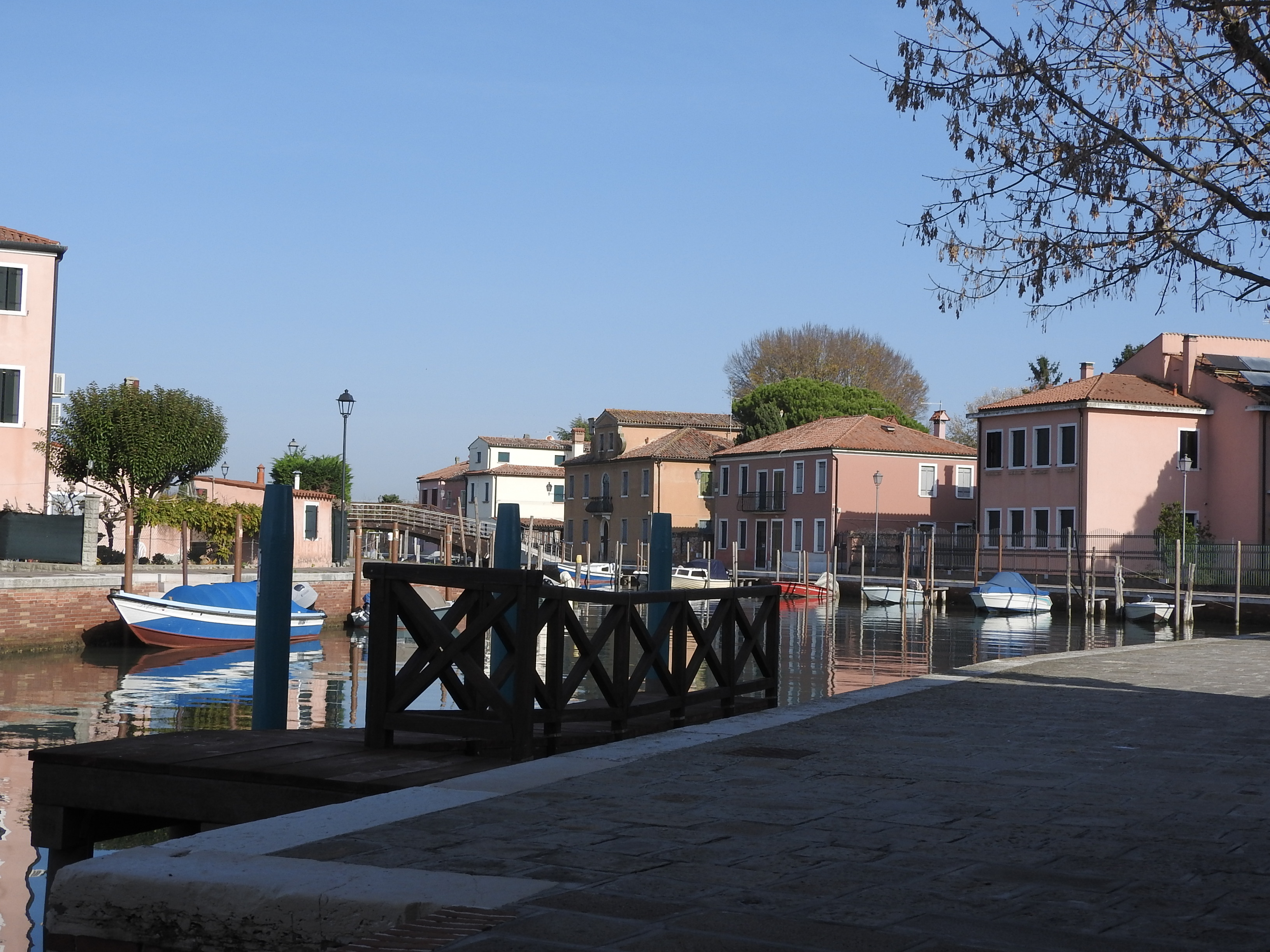
Maisons sur le canal de Santa Caterina.
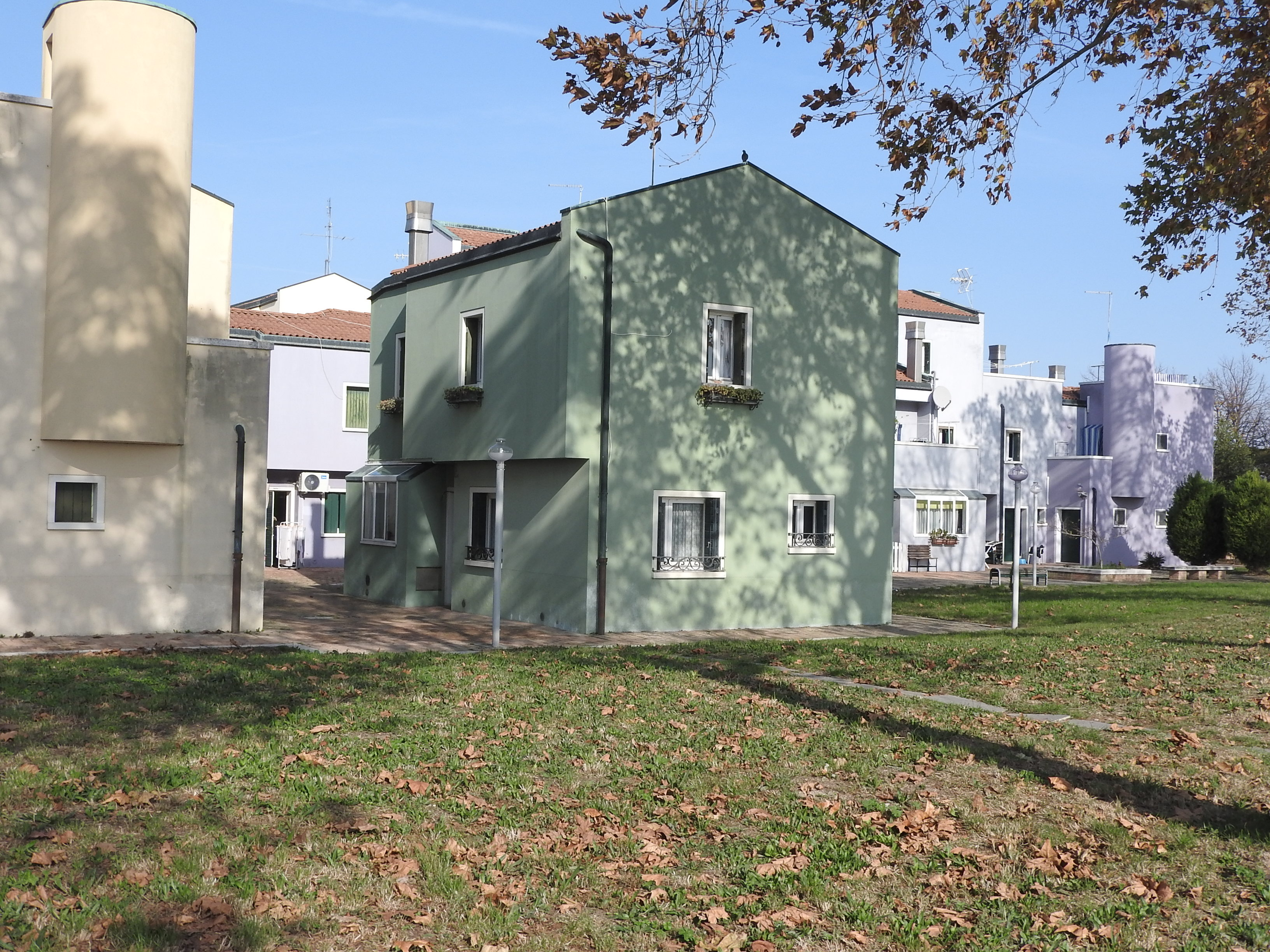
Habitats modernes.
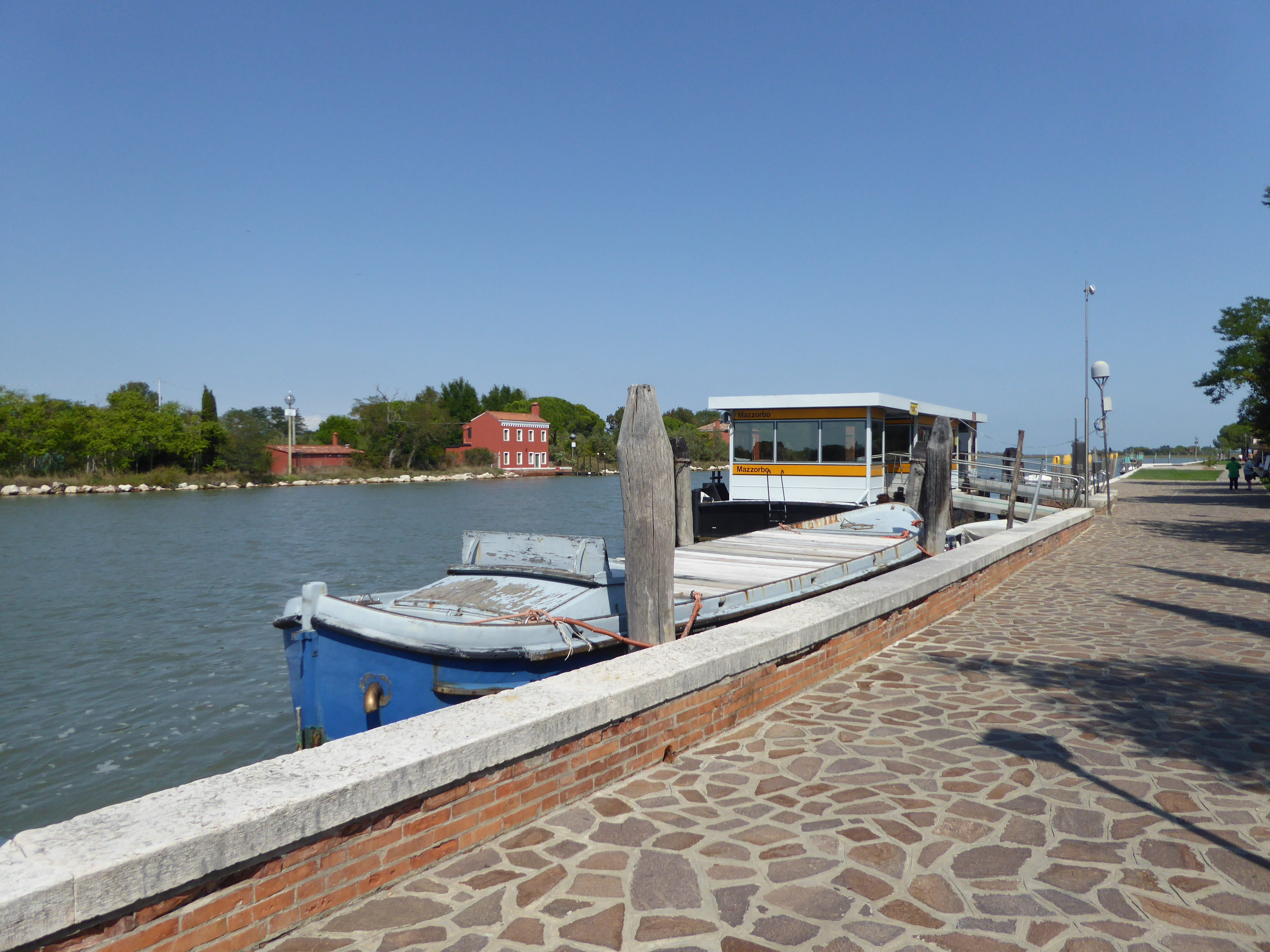
Ponton des vaporetti. De l'autre côté du canal, Mazzorbetto.
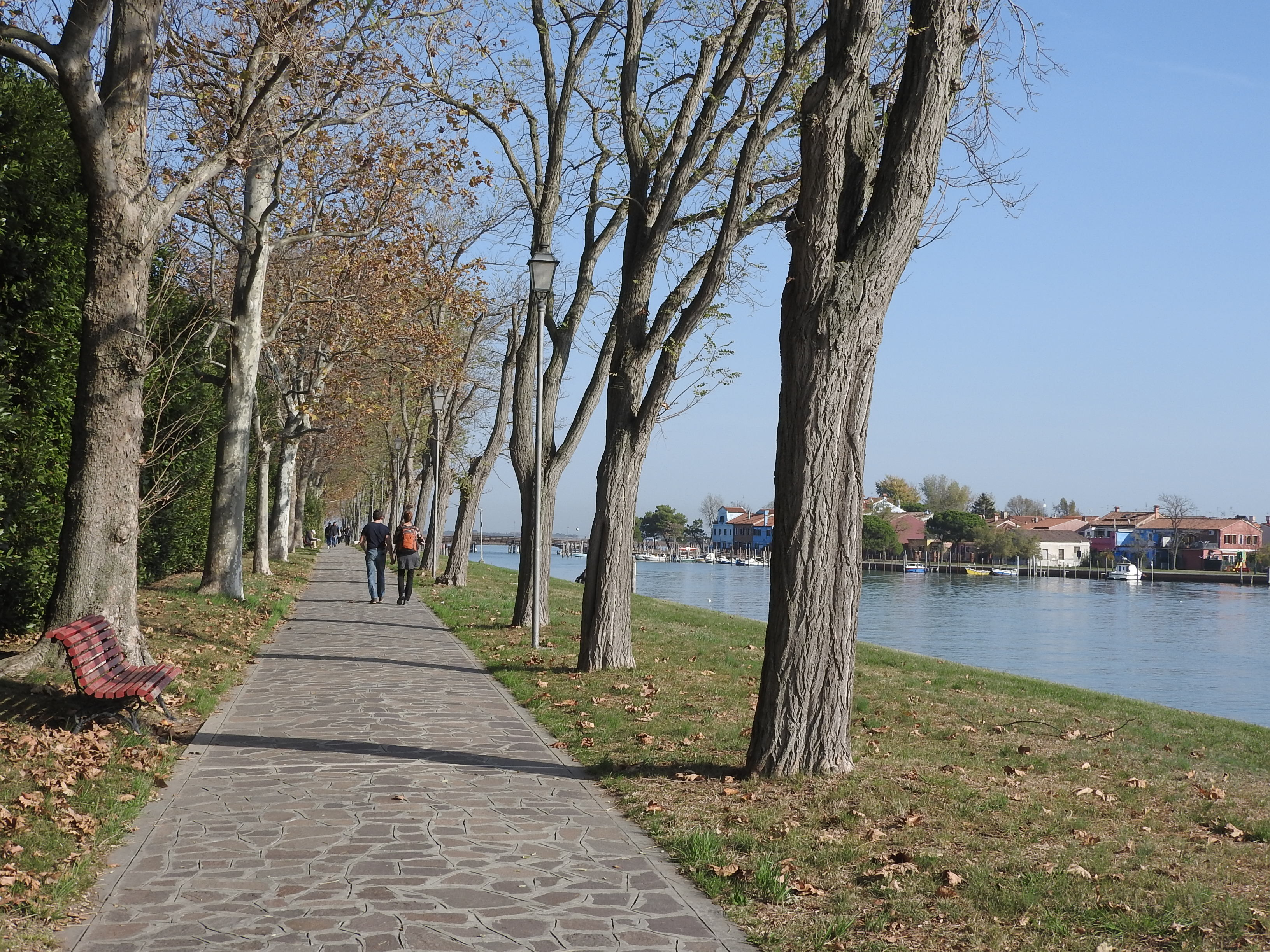
Strada del Cimitiero. Au fond, les maisons colorées de Burano et le Ponte Longo qui y mène.